# 1909 en combiné nordique
| Années du combiné nordique : 1906 - 1907 - 1908 - 1909 - 1910 - 1911 - 1912    |
| Décennies du combiné nordique : 1870 - 1880 - 1890 - 1900 - 1910 - 1920 - 1930 |

Cette page reprend les résultats de combiné nordique de l'année 1909.

## Festival de ski d'Holmenkollen
L'édition 1909 du festival de ski d'Holmenkollen fut remportée par le norvégien Thorvald Hansen, vainqueur de l'épreuve en 1905 et troisième en 1906,
devant ses compatriotes Lars Neby (no)
et Arne Hallén (no).

## Championnats nationaux

### Championnat d'Allemagne
Le champion d'Allemagne fut Bruno Biehler (de), qui remportait là son deuxième titre consécutif.

### Championnat de Finlande
1909 est l'année de la création du championnat de Finlande.
Les résultats de cette compétition manquent.

### Championnat de France
La troisième édition du championnat de France de combiné eut lieu à Morez, lors de la semaine internationale des sports d'hiver. Le champion fut Alfred Couttet.

### Championnat d'Italie
1909 est l'année de la création du championnat d'Italie. Le champion fut Mario Corti.

### Championnat de Norvège
Le championnat de Norvège fut créé en 1909.
Sa première édition se déroula à Lillehammer, sur le Lysgårdsbakken.
Le champion fut Knut Holst, suivi par Thorvald Hansen, vainqueur des éditions 1905 et 1909 du festival de ski d'Holmenkollen, et par Lars Neby (no).

### Championnat de Suisse
La cinquième édition du Championnat de Suisse de ski a lieu à Andermatt.
Comme l'année précédente, le titre revint à Luigi Carettoni, de Saint-Moritz.